# پالمانوا
پالمانوا (به ایتالیایی: Palmanova) یک کومونه در ایتالیا است که در استان اودینه واقع شده‌است.

## خصوصیات
پالمانوا ۱۳٫۳۲ کیلومترمربع مساحت و ۵٬۴۰۶ نفر جمعیت دارد و ۲۷ متر بالاتر از سطح دریا واقع شده‌است.